# Serious Fraud Office (Vereinigtes Königreich)
Serious Fraud Office (SFO) ist eine Strafverfolgungsbehörde für schwere Betrugsdelikte im Vereinigten Königreich.

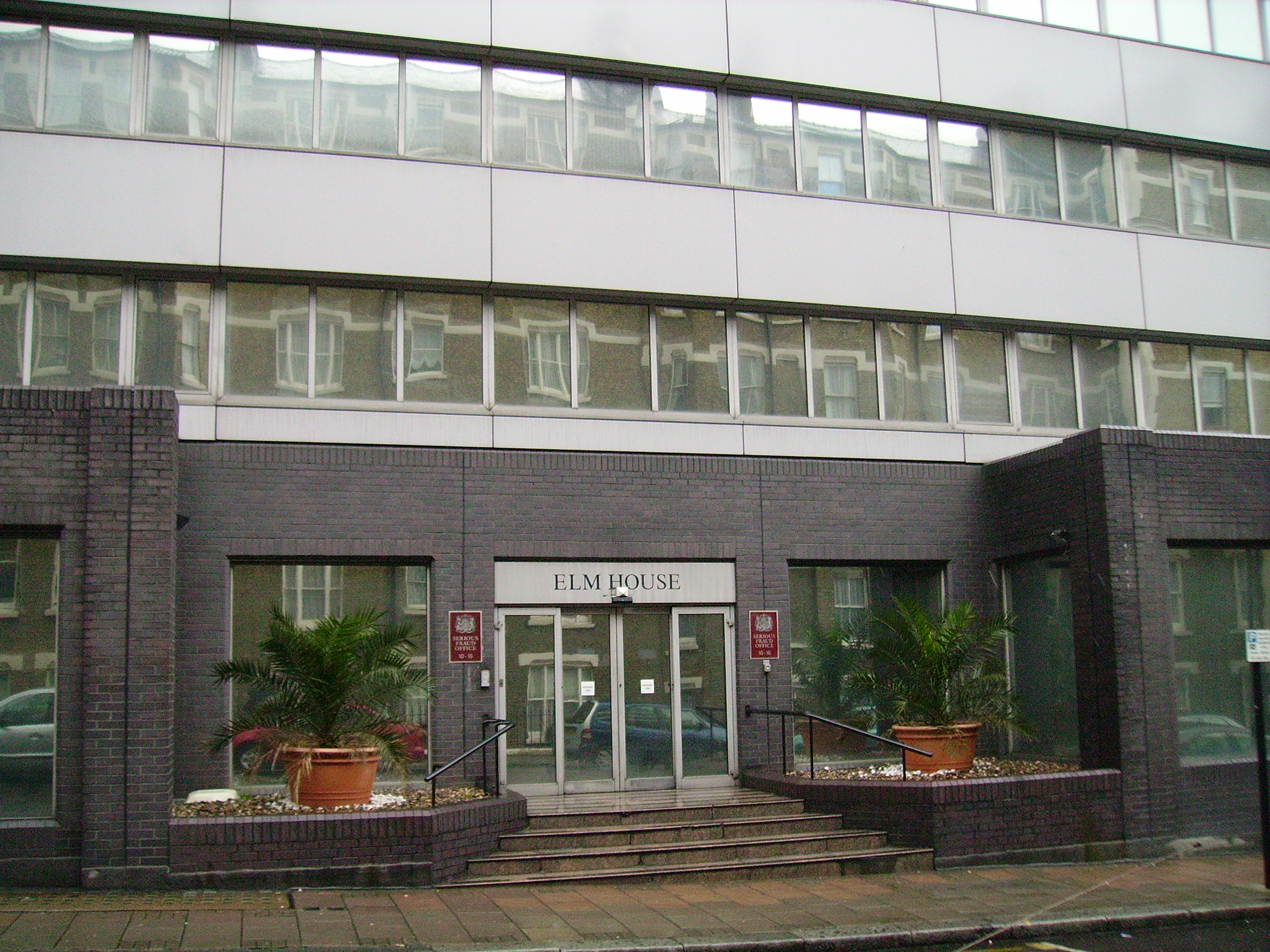
Hauptsitz der Serious Fraud Office in London (Elm Street)

Die im Jahr 1987 gegründete Behörde hat ihren Sitz in London. Sie steht unter der Leitung des amtierenden Generalstaatsanwaltes (His Majesty's Attorney General for England and Wales). Die Aufgaben des Serious Fraud Office erstrecken sich auf Ermittlungen und Strafverfolgung bestimmter schwerer Betrugsdelikte mit einem Schaden von mehr als einer Million Pfund Sterling. Die Jurisdiktion erstreckt sich auf England, Wales, Nordirland; die Insel Isle of Man, die Kanalinseln und Schottland sind hiervon ausgenommen. Direktor ist seit dem 25. September 2023 Nick Ephgrave. Rechtsgrundlage der Behörde ist das Gesetz Criminal Justice Act 1987.